# Рашувка
Рашувка (пол. Raszówka, нім. Vorderheide) — село в Польщі, у гміні Любін Любінського повіту Нижньосілезького воєводства.
Населення — 1007 осіб (2011).
У 1975-1998 роках село належало до Легницького воєводства.

## Демографія
Демографічна структура станом на 31 березня 2011 року:
|          | Загалом | Допрацездатний вік | Працездатний вік | Постпрацездатний вік |
| -------- | ------- | ------------------ | ---------------- | -------------------- |
| Чоловіки | 488     | 97                 | 328              | 63                   |
| Жінки    | 519     | 108                | 292              | 119                  |
| Разом    | 1007    | 205                | 620              | 182                  |